# كونور بريسلي
كونور بريسلي (بالإنجليزية: Connor Presley)‏ هو لاعب كرة قدم أمريكي في مركزي الهجوم والوسط، ولد في 4 يوليو 1998 في أوستن في الولايات المتحدة. لعب مع لودون يونايتد ونادي سان أنطونيو.